# Rio Goose
O Rio Goose é um rio das Bahamas, na Ilha Andros.